# Magliophis exiguum
Magliophis exiguum là một loài rắn trong họ Rắn nước. Loài này được Cope mô tả khoa học đầu tiên năm 1863.

## Hình ảnh

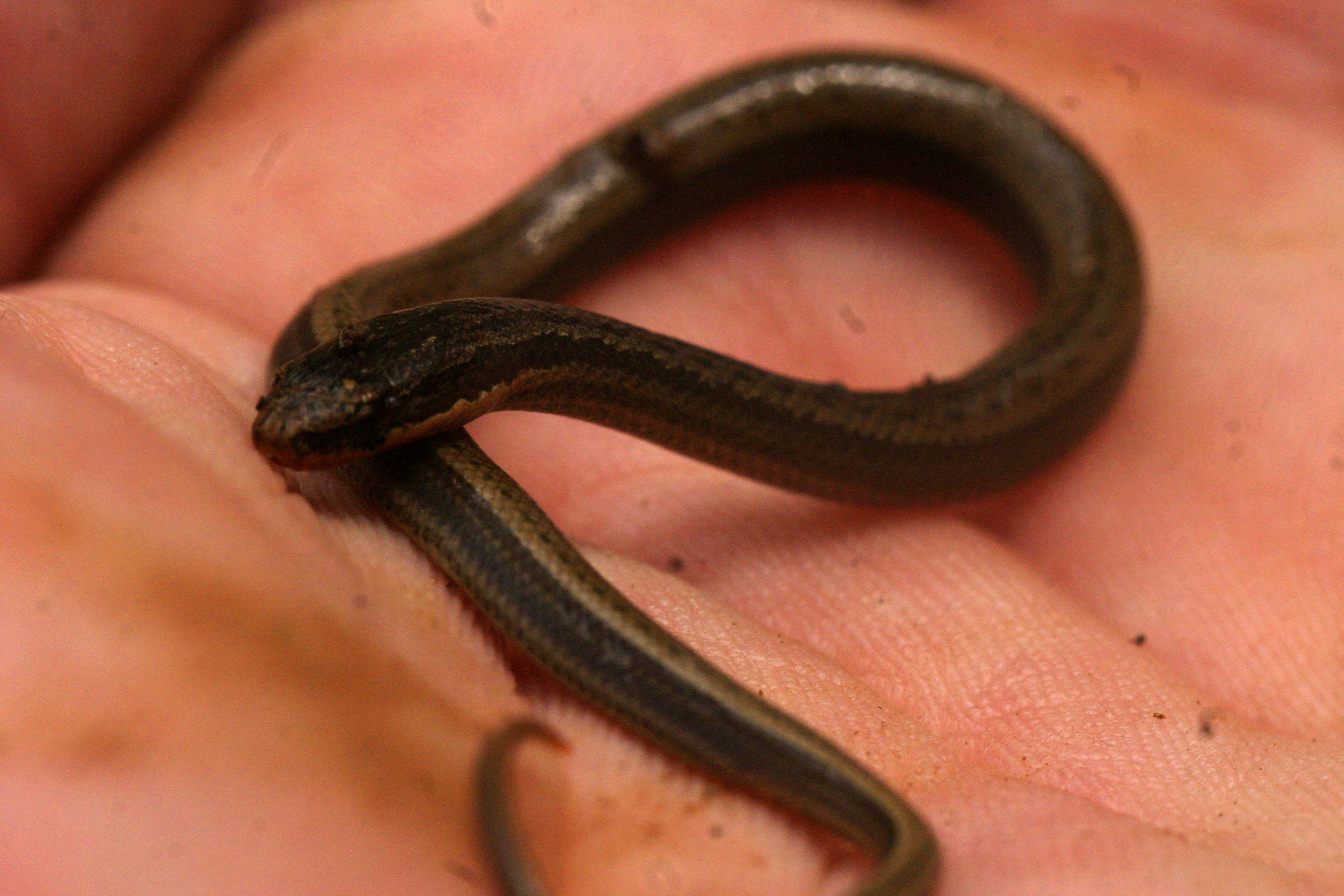